# Orchestina laselva
Espèce
Orchestina laselva est une espèce d'araignées aranéomorphes de la famille des Oonopidae.

## Distribution
Cette espèce se rencontre au Costa Rica et en Équateur,.

## Description
Le mâle holotype mesure 1,00 mm et la femelle paratype 1,00 mm.

## Étymologie
Son nom d'espèce lui a été donné en référence au lieu de sa découverte, la station biologique La Selva.

## Publication originale
- Izquierdo & Ramírez, 2017 : Taxonomic revision of the jumping goblin spiders of the genus Orchestina Simon, 1882, in the Americas (Araneae: Oonopidae). Bulletin of the American Museum of Natural History, no 410, p. 1-362 (texte intégral).